# 入来町

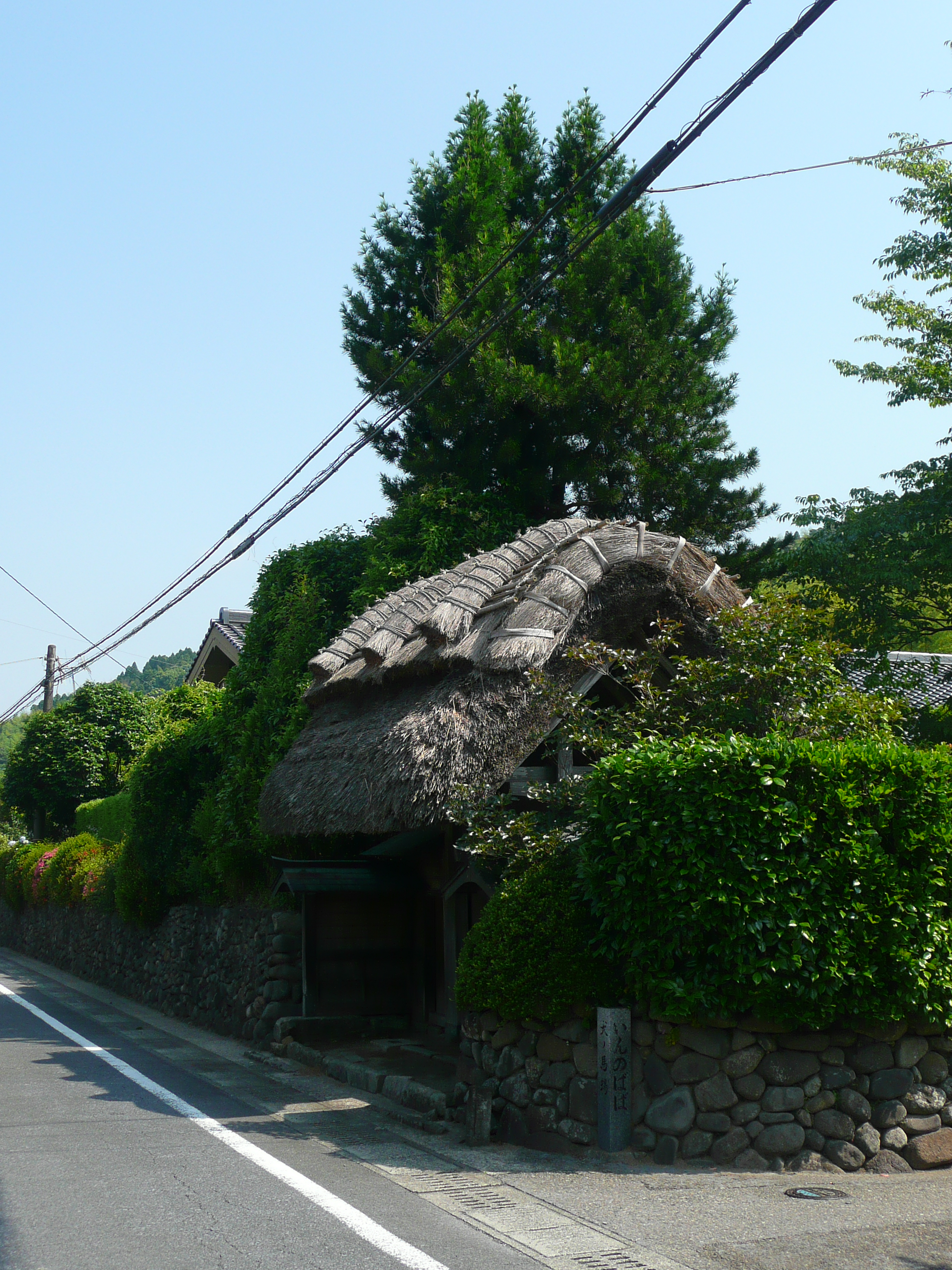
かやぶき門

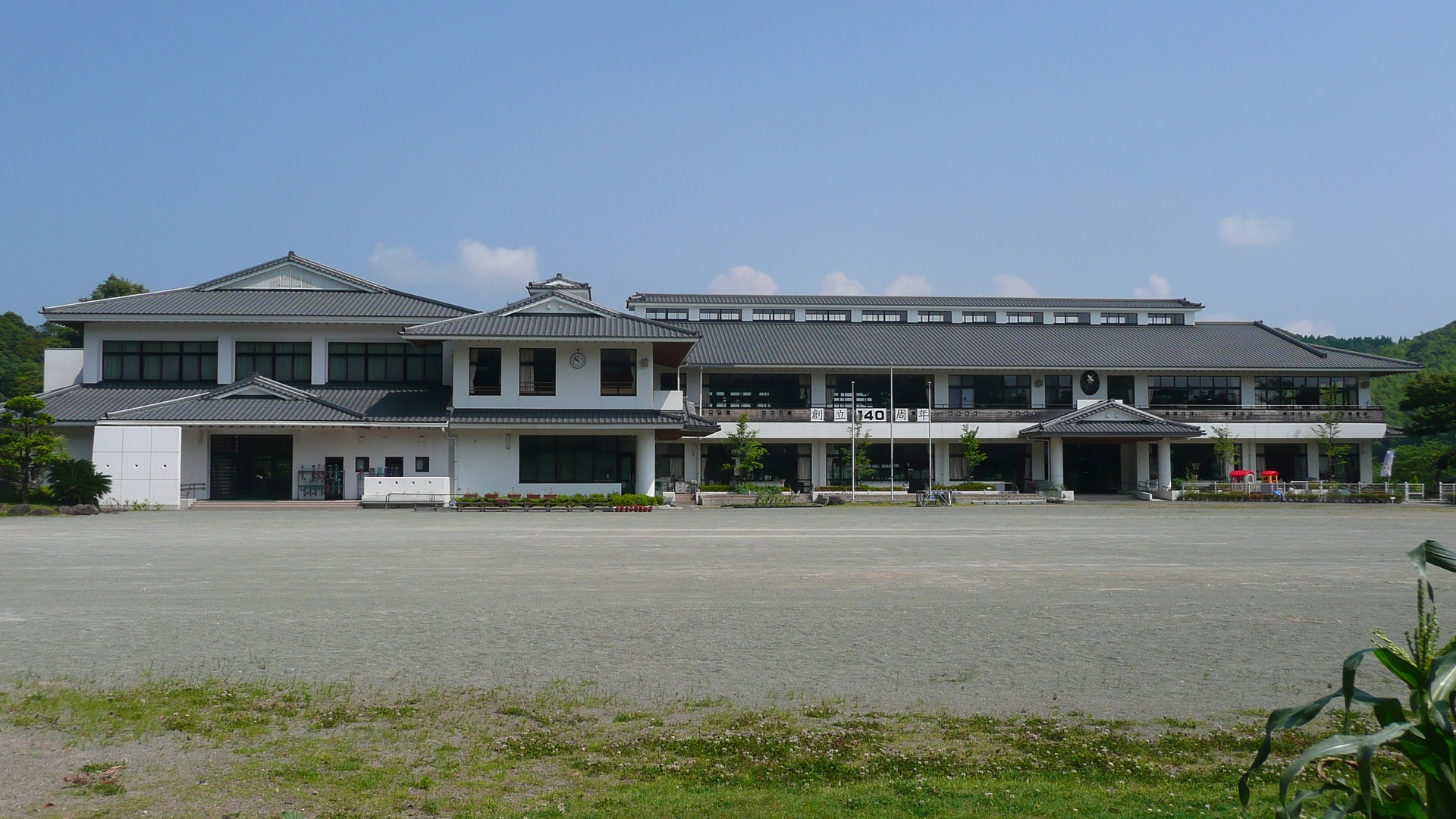
入来小学校（入来郷地頭仮屋跡）

入来町（いりきちょう）は、かつて鹿児島県にあった町である。薩摩郡に属した。
700年の歴史を持つという入来温泉と重要伝統的建造物群保存地区である武家屋敷群など多くの史跡を持ち、「温泉と歴史の町」として知られた。また、町の地形がパラグライダーに適しており、休日などには色とりどりのグライダーが空に舞う姿を見ることができる。
2004年10月12日、川内市、樋脇町、東郷町、祁答院町、里村、上甑村、下甑村、鹿島村と新設合併し薩摩川内市の一部となった。

## 地理
東西9km、南北13kmの細長い瓢箪のような形をしており、町章にも図案化されている。
大字は江戸期の藩政村の区域を継承する浦之名及び副田の2大字から構成されており、現在の薩摩川内市入来町浦之名、入来町副田にあたる。
- 山：愛宕山、八重山、入来峠　など
- 川：樋脇川、清色川、前川内川、後川内川、武田川、戸板野川　など

## 歴史
- 1889年4月1日 - 町村制施行に伴い、入来郷に属していた浦之名村及び副田村の2村より薩摩郡入来村が設置される。
- 1948年10月1日 - 町制施行し、薩摩郡入来町となる。
- 2003年12月25日 - 麓地区が日本で62番目の重要伝統的建造物群保存地区として選定される。
- 2004年10月12日 - 川内市他7町村と新設合併。薩摩川内市となる[1]。

## 行政
- 町長：福元忠一

## 地域

### 教育

#### 高等学校
鹿児島県立入来商業高等学校(現 鹿児島県立川薩清修館高等学校)

#### 中学校
- 入来町立入来中学校

#### 小学校
- 入来町立入来小学校
- 入来町立副田小学校
- 入来町立朝陽小学校（平成30年閉校）
- 入来町立大馬越小学校（平成30年閉校）

## 交通
最寄り空港は鹿児島空港

### 道路

#### 国道
- 国道328号

#### 県道
- 主要地方道
  - 鹿児島県道42号川内加治木線
- 県道
  - 鹿児島県道333号川内祁答院線
  - 鹿児島県道346号山田入来線
  - 鹿児島県道395号山之口真黒線

### 鉄道（廃止路線）
かつては国鉄宮之城線（川内 - 薩摩大口）が町内を通じていたが、1987年1月10日に廃止・バス転換（林田産業交通（現・鹿児島交通））された。
- 宮之城線
  - 入来駅

### バス
- JR九州バス：鹿児島駅 - 鹿児島中央駅 - 薩摩郡山 - 入来 - 宮之城
- 林田バス（現・鹿児島交通）
- 南国交通：鹿児島空港線

## 機関
- 国立天文台VERA入来局（鹿児島大学入来牧場内）

## 産業

### 主な企業
- 富士通インテグレーテッドマイクロテクノロジ

## 観光

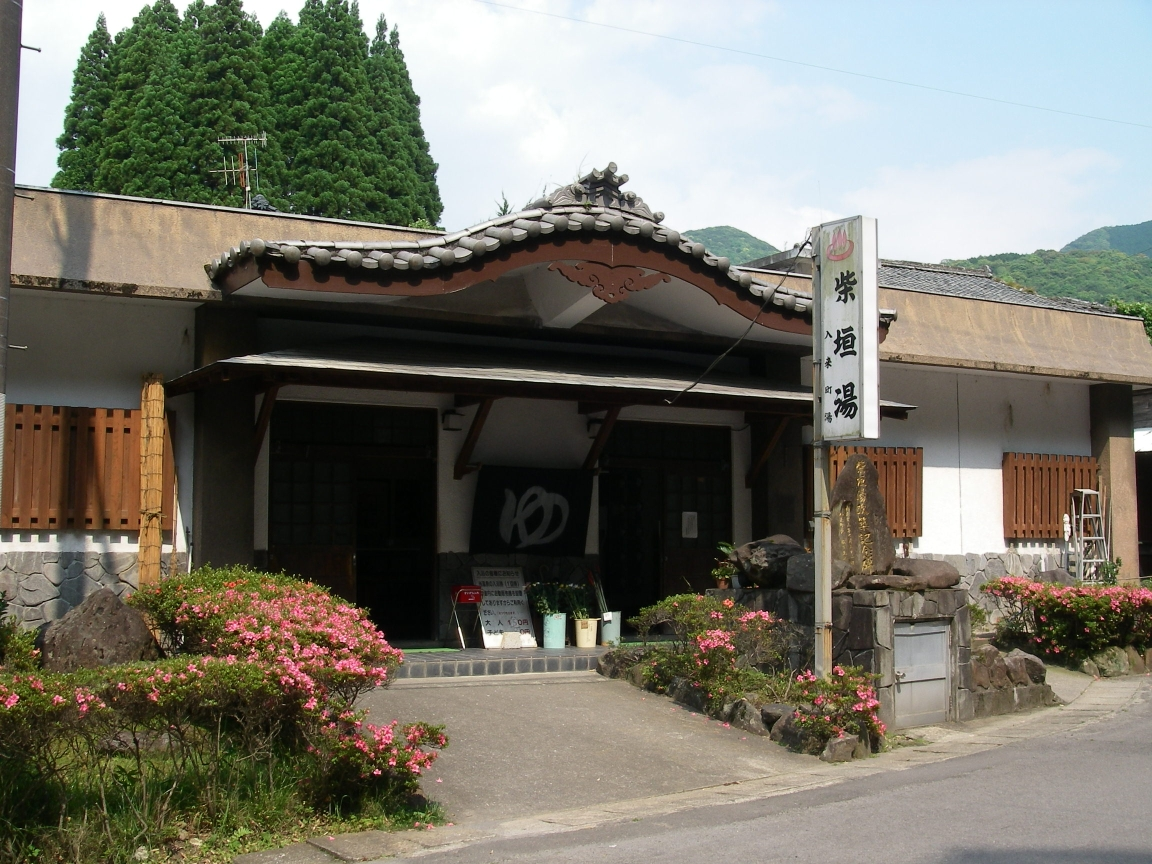
入来温泉

### 観光地
- 入来麓 - 重要伝統的建造物群保存地区として選定された武家町。石垣と生垣で区画された武家屋敷群が残る。
- 清色城（国の史跡）
- 入来温泉 - 建徳2年（1371年）の文献に「副田湯」として登場し、700年の歴史を持つ。大久保利通も訪れたという。
- 諏訪温泉
- きんかんの里ふれあい館
- 大宮神社（君が代発祥の地といわれる）
- 鹿児島大学農学部附属農場入来牧場

### 行事
- 入来町夏まつり納涼花火大会
- 入来薪能
- 入来神楽（大宮神社神舞）